# Ed Begley
Pour les articles homonymes, voir Begley.
Ed Begley est un acteur américain, né le 25 mars 1901 à Hartford, dans le Connecticut, et mort d'un infarctus du myocarde le 28 avril 1970 à Hollywood, en Californie (États-Unis). Il est enterré à Los Angeles (au cimetière San Fernando Mission).

## Biographie
Il commence sa carrière en 1931 par des émissions radios à Hartford et ensuite à New York. En 1943, il débute à Broadway et connaît le succès, notamment avec All My Sons et Inherit the Wind. À partir de 1947, il entame une carrière cinématographique et, à partir de 1950, une importante carrière en dramatiques et feuilletons télévisés.

C'est un acteur de composition spécialisé, voire cantonné, dans des rôles d'individus corrompus, intolérants, durs, malhonnêtes.
Il est le père de l'acteur Ed Begley Jr.

## Filmographie
- 1947 : Boomerang ! de Elia Kazan : Paul Harris (Commissioner of Public Works; owner, Sunset Realty)
- 1947 : Le Traquenard (The Web), de Michael Gordon : Un homme
- 1947 : Sang et Or (Body and Soul) de Robert Rossen : Party leader
- 1948 : Bonne à tout faire (Sitting Pretty) de Walter Lang : Horatio J. Hammond
- 1948 : La Dernière Rafale (The Street with No Name) de William Keighley : Chief Bernard Harmatz
- 1948 : Deep Waters de Henry King : Josh Hovey
- 1948 : Raccrochez, c'est une erreur ! (Sorry, Wrong Number) de Anatole Litvak : James Cotterell
- 1949 : Tulsa (Tulsa) de Stuart Heisler : John J. 'Johnny' Brady
- 1949 : It Happens Every Spring de Lloyd Bacon : Edgar Stone
- 1949 : Le Prix du silence (The Great Gatsby) de Elliott Nugent : Myron Lupus
- 1950 : Du sang sur le tapis vert (Backfire) de Vincent Sherman : Capt. Garcia
- 1950 : Stars in my Crown de Jacques Tourneur : Lon Backett
- 1950 : La loi des bagnards (en) (Convicted) de Henry Levin : Mackay
- 1950 : Saddle Tramp (en) d'Hugo Fregonese : Mr. Hartnagle
- 1950 : La Main qui venge (Dark City) de William Dieterle : Barney
- 1950 : Dangereuse Mission (Wyoming Mail) de Reginald Le Borg : Prison Warden Haynes
- 1951 : La Marine est dans le lac (You're in the Navy Now) d'Henry Hathaway : Port Commander
- 1951 : The Lady from Texas (it) de Joseph Pevney : Dave Blodgett
- 1949 : Roller Derby (série télévisée) : Announcer (1951)
- 1952 : Vocation secrète (Boots Malone) de William Dieterle : Howard Whietehead
- 1952 : L'Étoile du destin (Lone Star) de Vincent Sherman : Anthony Demmet
- 1952 : La Maison dans l'ombre (On Dangerous Ground) de Nicholas Ray : Capt. Brawley
- 1952 : Bas les masques (Deadline - U.S.A.) de Richard Brooks : Frank Allen
- 1952 : Leave It to Larry (série télévisée) : Mr. Koppel
- 1952 : Le Cran d'arrêt (The Turning Point) de William Dieterle : Neil Eichelberger
- 1952 : Haine et Passions (The Guiding Light) (série télévisée) : Rev. Dr. Paul Keeler #1
- 1953 : Harvest (TV) : Karl Zalinka
- 1956 : Patterns (en) de Fielder Cook : William Briggs
- 1957 : Douze Hommes en colère (12 Angry Men) de Sidney Lumet : 10e juré (Juror #10)
- 1959 : Le Coup de l'escalier (Odds Against Tomorrow) de Robert Wise : Dave Burke
- 1961 : The Green Helmet de Michael Forlong : Bartell
- 1962 : Doux Oiseau de jeunesse (Sweet Bird of Youth) de Richard Brooks : Tom 'Boss' Finley
- 1964 : La Reine du Colorado (The Unsinkable Molly Brown) de Charles Walters : Shamus Tobin
- 1964 : The Presidency: A Splendid Misery (TV)
- 1965 : Inherit the Wind (TV) : Matthew Harrison Brady
- 1965 : Bonanza (TV) Saison 7 épisode 4 (The other son/Un fils à aimer) : Clint Watson
- 1966 : La Statue en or massif (The Oscar) de Russell Rouse : Grobard
- 1966 : Les Mystères de l'Ouest (The Wild Wild West), (série télévisée) - Saison 2 épisode 14, La Nuit de la Machine infernale (The Night of the Infernal Machine), de Sherman Marks : Judge McGuigan
- 1966 : Le Virginien (série télévisée) Saison 04 Episode 19 (Chaff in the wind): Micah Ellis
- 1967 : Do Not Fold, Staple, Spindle, or Mutilate de John Howe
- 1967 : La Nuit des assassins (Warning Shot) de Buzz Kulik : Capt. Roy Klodin
- 1967 : The Violent Enemy (en) de Don Sharp : Colum O'More
- 1967 : Les Envahisseurs (The Invaders), (série télévisée), saison 1 épisode 13 Trahison (The betrayed) : Simon Carver, saison 2 épisode 12  Le labyrinthe (Labyrinth) : Dr. Samuel Crowell
- 1967 : Un cerveau d'un milliard de dollars (Billion Dollar Brain) de Ken Russell : General Midwinter
- 1968 : Les Cinq Hors-la-loi (Firecreek) de Vincent McEveety : Preacher Broyles
- 1968 : Les Troupes de la colère (Wild in the Streets) de Barry Shear : Sen. Allbright
- 1968 : Pendez-les haut et court (Hang 'Em High) de Ted Post : Captain Wilson, Cooper Hanging Party
- 1968 : A Time to Sing d'Arthur Dreifuss : Kermit Dodd
- 1969 : The Monitors (en) de Jack Shea : President
- 1969 : Secrets of the Pirates' Inn (TV) : Dennis McCarthy
- 1969 : The Silent Gun (TV) : John Cole
- 1970 : Horreur à volonté (The Dunwich Horror) de Daniel Haller : Dr. Henry Armitage
- 1970 : Sur la route de Salina (Road to Salina) de Georges Lautner : Warren

## Distinctions
- Oscar du meilleur acteur dans un second rôle en 1962 pour Doux oiseau de jeunesse.